# David Ikin
David Ikin (sinh ngày 18 tháng 2 năm 1946) là một cầu thủ bóng đá người Anh thi đấu ở vị trí thủ môn cho Port Vale và Winsford United trong thập niên 1960.

## Sự nghiệp thi đấu
Ikin gia nhập đội bóng Fourth Division Port Vale của Jackie Mudie vào tháng 7 năm 1965 và có màn ra mắt trong thất bại 3-0 trước Aldershot trên sân Recreation Ground vào ngày 12 tháng 2 năm 1966. Sáu ngày sau ông thi đấu trong thất bại 3-0 trước Stockport County trên sân Edgeley Park. Đó là những trận duy nhất của ông trong mùa giải 1965-66, và ông rời Vale Park để đến Winsford United theo dạng chuyển nhượng tự do vào tháng 5 năm 1966.

## Thống kê
Nguồn:
| Câu lạc bộ | Mùa giải | Hạng đấu        | Giải quốc nội | Giải quốc nội | Cúp FA  | Cúp FA    | Khác    | Khác      | Tổng    | Tổng      |
| Câu lạc bộ | Mùa giải | Hạng đấu        | Số trận       | Bàn thắng     | Số trận | Bàn thắng | Số trận | Bàn thắng | Số trận | Bàn thắng |
| ---------- | -------- | --------------- | ------------- | ------------- | ------- | --------- | ------- | --------- | ------- | --------- |
| Port Vale  | 1965-66  | Fourth Division | 2             | 0             | 0       | 0         | 0       | 0         | 2       | 0         |